# スポーツランドTAMADA
座標: 北緯34度33分42.66秒 東経132度33分33.41秒 / 北緯34.5618500度 東経132.5592806度
スポーツランドTAMADA(スポーツランドたまだ)は、広島県広島市安佐北区にあるミニサーキット、アウトドア施設。

## 概要
レーシングカート、ジムカーナの走行会やイベントが行われるカートコース、試乗会やジムカーナの練習などに使われる東ショートコースと南コース、オフロードコースの4コースが設置されている。

モータースポーツ施設の他にマウンテンバイクコース、キャンプ場を併設した複合施設となっている。2009年春より、オフロードコースではサバイバルゲームフィールドの営業も行われている。

毎月１回、定例イベントとしてカートコースにおいて「ジムカーナチャレンジカップ」が開催されている。ジムカーナの雰囲気を楽しみたい人や公式戦の練習目的で参加する人など、初心者から全日本ドライバーまで幅広い選手が参加する。

## サーキット

### カートコース
レーシングカート、ジムカーナの走行会やイベントが行われる全長950mのカートコース。2024年現在日本自動車連盟（JAF）の公認ジムカーナコースとなっている。
レンタルカートの営業も行われている。

### 東ショートコース
全面ベタ舗装となっており安全運転講習会やジムカーナの基本練習等に使用されている。